# Vår Herres Jesu Kristi död
Den här artikeln handlar om en psalm. För personen Jesus död, se Jesu lidande och död.
Vår Herres Jesu Kristi död är en gammal nattvardspsalm i tio verser med titelraden "Jesu Christi oskyldiga dödh", som redan fanns med i 1695 års psalmbok, i en tryckt version från 1767 anges upphovet vara "D. Spegel", vilket innebär att psalmen är skriven av Haquin Spegel. Den skrevs 1684 då han var superintendent på Gotland i syfte att bidra till försvenskning av Gotland, som efter freden i Brömsebro 1645 hade införlivats med Sverige. Psalmen bearbetades av Johan Olof Wallin 1814 och av Anders Frostenson 1978 då den blev sju verser lång.
Psalmen inleds 1695 med orden:
Jesu Christi oskyldiga dödh
Hugswalar oss i all wår nödh
Melodin är en tonsättning av Bartholomäus Gesius från 1603 som redan enligt 1697 års koralbok och 1921 års koralbok med 1819 års psalmer också användes till psalmen Säll den som håller Jesus kär (1695 nr 19, 1819 nr 157, 1937 nr 193). Originalmelodin av Gesius (3/4) bearbetades och ändrades tonmässigt 1819 av Haeffner till (4/4) 1819. Denna ganska avvikande melodiform från originalet har sedan dess bibehållits i Sverige till och med 1986, då man återgick till Gesius tonsättning.

## Publicerad i
- Den svenska psalmboken 1694 som nummer 21 under rubriken "Om Herrans Nattward".[1]
- Den svenska psalmboken 1695 som nummer 16 under rubriken "Catechismus författad i Sånger: Om HErrans Nattward".
- Den svenska psalmboken 1819 som nummer 154 under rubriken "Nådens medel: Sakramenten: Nattvarden".
- Metodistkyrkans psalmbok 1896 som nummer 402 med 7 verser under rubriken "Natt varden".
- Sionstoner 1935 som nummer 265 under rubriken "Nådens medel: Nattvarden".
- Den svenska psalmboken 1937 som nummer 190 under rubriken "Nattvarden".
- Den svenska psalmboken 1986 som nummer 388 under rubriken "Nattvarden".